# ルナ・オービター3号
ルナ・オービター3号（英語: Lunar Orbiter 3）はNASAが1967年に打ち上げた宇宙機。1号2号の情報を踏まえた上でアポロ計画やサーベイヤー計画で安全に着陸できる場所を探すための月面写真を撮影するために計画された。月面の放射線の強度、流星塵の衝突データを収集する能力も持っていた。

## 月観測
アトラス・アジェナによって1967年2月5日に打ち上げられ、2月8日21:54UTに月の赤道付近の周回軌道に投入された。210.2×1801.9kmの楕円軌道で軌道傾斜角は20.9度、軌道周期は3時間25分だった。25回の周回を終えた4日後、軌道は55×1847kmの軌道に変えられた。2月15日から2月23日にかけて写真データの撮影を行い、計画よりも早く1967年の3月2日から読み出しが行われた。読み出しは計画よりも早く行われたが、フィルム巻き上げ装置が不安定な挙動を行うようになった。画像の読み出しは3月4日までは成功していたがこの日25%を残したままフィルム巻き上げ装置は故障してしまい、読み出しが行えなくなった。
合計149枚の中解像度写真と477枚の高解像度写真を受信することができ、よい質のものは1m単位の大きさのものを見ることができた。月面の宇宙機の場所の特定も可能なレベルで、サーベイヤー1号の着陸位置のフレームも含まれていた。また、正確なデータはこのミッションの他の実験においても得ることができた。司令による月面への衝突まで追跡目的に利用された。1967年10月9日、月面座標北緯14.3度、西経97.7度に墜落している。
| 月面写真               | アポロやサーベイヤーの着陸地点の評価 |
| 流星検出器             | 月面環境での微小流星の検出           |
| セシウム・ヨウ素線量計 | 月までの経路と月面の放射線環境       |
| 月面測量器             | 月の重力場と物理的性質の観測         |

## 註
1. ↑  “ルナ・オービタ”. 宇宙情報センター.   JAXA. 2012年1月14日閲覧。